# Ружа (Підкарпатське воєводство)
Ружа (пол. Róża) — село в Польщі, у гміні Чорна Дембицького повіту Підкарпатського воєводства.
Населення — 1317 осіб (2011).
У 1975—1998 роках село належало до Тарновського воєводства.

## Географія
У селі бере початок річка Згурська.

## Демографія
Демографічна структура станом на 31 березня 2011 року:
|          | Загалом | Допрацездатний вік | Працездатний вік | Постпрацездатний вік |
| -------- | ------- | ------------------ | ---------------- | -------------------- |
| Чоловіки | 639     | 166                | 412              | 61                   |
| Жінки    | 678     | 151                | 373              | 154                  |
| Разом    | 1317    | 317                | 785              | 215                  |